# Peter Puders
Peter Puders (egentligen Höglund), född 22 mars 1959 i Stockholm, död 2 september 2017 i Lund, var en svensk gitarrist.
Han spelade först i punkbandet TT Reuter (1978–1981) och därefter i New wave-bandet Commando M Pigg (1982–1989) där han även producerade en del studioinspelningar.
Puders var även aktiv som studiomusiker under 1980-talet och medverkade på Stig Vigs debutalbum Kapten Sörensen presenterar, albumet Det Goda Livet med Ulf Lundell, Kajsa och Malenas låt Blå Måne, och var även gitarrist på avslutningsturnén med Imperiet, samt på bandets sista studioalbum Tiggarens tal.
På 1990-talet fortsatte samarbetet med Joakim Thåström och Puders medverkade på Thåströms soloalbum Thåström och Xplodera mig 2000. 
Puders var även medlem i industrimetalbandet Peace, Love and Pitbulls tillsammans med Thåström under åren 1994–1995. 
Under 2000-talet deltog Puders i olika projekt med Anders Karlsmark och Henrik Venant, bland annat på Karlsmarks soloalbum Gonnabyeme som gavs ut 2005.
Puders medverkade slutligen på Commando M Piggs sista studioalbum När dom dumma har fest som släpptes 2015.
Puders är begravd på Norra kyrkogården i Lund.

## Diskografi

### TT Reuter
- 1979 – Kontroll av den udda guden (LP)
- 1979 – Hör inte till (singel)
- 1979 – Den udda gudens puls (singel)
- 1980 – Strandsatt (singel)
- 1981 – III Live (LP)
- 1981 – Sång, dans, sex (LP)
- 1981 – Guldpojken(singel)
- 1995 - TT-Reuter
- 2004 - Kontroll av den udda guden cd

### Commando M Pigg
- 1983 - Mot stjärnorna
- 1984 - En stjärna bland faror
- 1985 - Time Beats
- 1995 - Kungen av Maj Folket av Juni (samlings-CD)
- 2007 - Decenniet 1980-90 (samlings-CD)

### Commando
- 1986 - Time Beats (Germany)
- 1986 - V
- 1987 - V (Germany)
- 1987 - VI
- 1989 - Battle of this week (LP+CD)
- 1990 - Battle of this week (LP+CD Germany)
- 1990 - VI/Time Beats (samlings-CD)
- 1991 - Just a dream (CD USA/Kanada)

### PLP
- 1994 - Red Sonic Underwear
- 2007 - War In My Livingroom 92-97 (samlingsalbum)

### Stig Vig
- 1984 - Stig Vig & dom 40 Röjarna - Presenterar Kapten Sörensen'

### Ulf Lundell
- 1987 - Det goda livet

### Ulf Dageby
- 1990 – Dansar/Dansar(på en söndag)

### Imperiet
- 1988 - Tiggarens tal
- 1988 - Live/Studio (Samling)

### Kajsa & Malena
- 1988 - Den andra världen

### Thåström
- 1989 - Thåström
- 1991 - Xplodera mig 2000

### Karlsmark
- 2005 - Gonnabyeme